# Venture Debt
Venture Debt (também conhecido como Venture Loan, Dívida de crescimento ou Venture Lending) é uma forma de financiamento por dívida concedido a startups existentes. Trata-se geralmente de um empréstimo bullet ou de um financiamento com condições especiais, oferecido por bancos especializados, instituições financeiras ou fundos. Esses empréstimos costumam ser usados para financiar capital de giro ou investimentos em ativos duradouros como equipamentos ou infraestrutura.
Diferentemente dos empréstimos bancários tradicionais, que se baseiam em fluxos de caixa positivos ou garantias substanciais, o venture debt é direcionado especificamente a empresas em fase de crescimento apoiadas por capital de risco (venture capital) e que frequentemente ainda não geram lucro ou possuem garantias significativas. O risco mais elevado para o credor é compensado por taxas de juros relativamente altas (entre 8% e 20% ao ano) e por componentes adicionais de rentabilidade, como os warrants (opções para adquirir participação acionária na empresa).

## Dimensão do mercado e dinâmica do setor
Normalmente, o venture debt é concedido a startups mais maduras, com três ou quatro anos de mercado, que já apresentam receitas consistentes e um certo nível de solvência.
Nos Estados Unidos, o venture debt é frequentemente considerado um complemento ao capital de risco e representa geralmente cerca de um terço a metade do capital próprio investido. Estima-se que o mercado global de venture debt alcance vários bilhões de dólares por ano.
O interesse crescente pelo venture debt na Europa tem sido impulsionado, entre outros fatores, pelo aumento do número de startups financiadas com sucesso e pela profissionalização progressiva dos participantes do mercado.